# Saint-Didier (Nièvre)
Saint-Didier – miejscowość i gmina we Francji, w regionie Burgundia-Franche-Comté, w departamencie Nièvre.
Według danych na rok 1990 gminę zamieszkiwały 33 osoby, a gęstość zaludnienia wynosiła 9 osób/km² (wśród 2044 gmin Burgundii Saint-Didier plasuje się na 877. miejscu pod względem liczby ludności, natomiast pod względem powierzchni na miejscu 1304.).